# Axel Wemmenborn
Axel Wemmenborn, född 28 april 1992 i Kristianstad i Skåne i Sverige, är en svensk professionell ishockeyspelare.
Wemmenborn spelade från 2007-2010 för Malmö Redhawks U18-lag, med 42 uppträdanden med lagets U20-lag. Flyttad sedan till rivallaget Rögle BK:s ungdomslag huvudsakligen, här hade han mellan 2010 och 2012 tre poänglösa framträdanden med herrlaget som inlånad spelare från deras U20-lag. Under nästa säsong kom Axel att spela i United States Hockey League (USHL) där han spelade 61 matcher med 38 poäng gjorda.
Med sin återvändo tillbaka till Sverige landade Axel i den tredje skånska klubben för sin karriär, Helsingborgs HC i Division 1/Hockeyettan. Här spelade han 2013/2014-säsongen, och kom att bli assisterande kapten 2014/2015-säsongen. 2014/2015 hade han även fem framträdanden med IK Pantern i samma division. IK Pantern kom att flyttas upp till HockeyAllsvenskan nästkommande säsong, vilket Wemmeborn också gjorde tillsammans med dem. Han spelade med IK Pantern fram till säsongen 2017/2018 där han fick majoriteten av matcherna (39st) spelade med Malmö Redhawks i SHL. Han signerade kontrakt med Malmö Redhawks inför säsongen 2018/2019, där spelar han nu och har kontrakt till säsongen 2020/2021. 

## Klubbar
- 2007- 2010 Malmö Redhawks

- 2010 - 2012 Rögle BK
- 2012 - 2013 Des Moines Buccaneers
- 2013 - 2015 Helsingborgs HC
- 2015 - 2018 IK Pantern
- 2018 - 2021 Malmö Redhawks
- 2021 - 2023 AIK Hockey

## Meriter
- 2007-2008 - U16 SM Guldmedalj
- 2011-2012 - U20 SM Bronsmedalj
- 2014-2015 - IK Pantern avancemang till HockeyAllsvenskan